# Temple taoïste
Un temple taoïste (chinois simplifié : 宫观 ; chinois traditionnel : 宮觀 ; pinyin : gōng guàn ou 道观 / 道觀, dào guàn) est, en Chine, un temple ou  monastère, où l'on pratique le taoïsme.
Certains de ces temples, en Chine, peuvent mélanger bouddhisme et le taoïsme.